# Hamsterboll

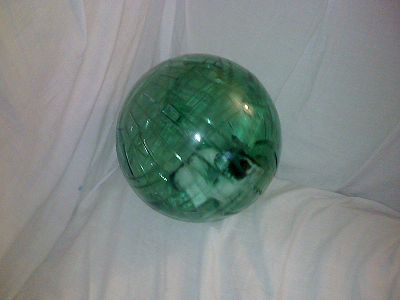
En mus i en grön hamsterboll.

En hamsterboll är ett ihåligt klot av plast där hamstrar, gerbiler, deguer och andra smågnagare placeras för att kunna springa utanför sin bur med minimerad rymningsrisk. Syftet med hamsterbollen är att ge gnagaren motion. Bollarna ger också ifrån sig ett hörbart mullrande på många ytor, vilket gör det lättare att spåra djuret. De flesta hamsterbollar är gjorda av hållbar genomskinlig plast med lufthål och en liten dörr eller ett lock.
Trots att hamsterbollar är utformade för att skydda smågnagare, finns det faror såsom trappor och andra höga höjder som djuret kan ramla ifrån. Trots att hamsterbollar har lufthål, bör djuret tillåtas att ta pauser och komma ut från hamsterbollen då och då, eftersom bristen på vatten kan leda till värmeslag eller utmattning.
Tillverkare av hamsterbollar rekommenderar att endast använda dem till hamstrar, gerbiler, möss, deguer och små råttor; de bör inte användas till tamkaniner, chinchillor eller marsvin, eftersom deras storlek och kroppsstruktur skiljer sig från smågnagarnas.